# 1,6-二苯基己烷
1,6-二苯基己烷是一种有机化合物，化学式为C18H22，为无色油状物。

## 合成
1,6-二苯基己烷可由(3-碘丙基)苯在玻璃碳/Ag-Pd电极上电解制得。它也可由溴苯和1,6-二溴己烷在无水乙醚中和金属钠反应制得。

## 反应
1,6-二苯基己烷在乙酸中和发烟硝酸反应，可以得到1-(2-硝基苯基)-6-苯基己烷；它在乙酸酐中和硝酸/硫酸反应，可以得到1,6-二(4-硝基苯基)己烷。